# Tankstation

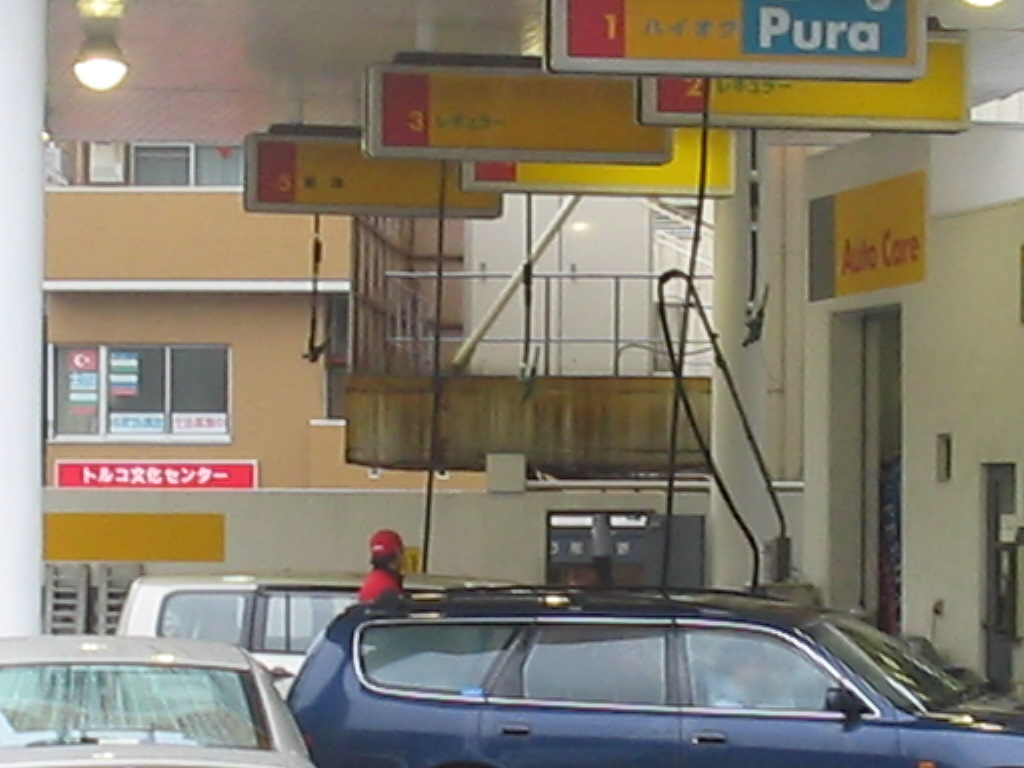
Een bediend tankstation in Japan. De tankslangen zijn met het dak verbonden.

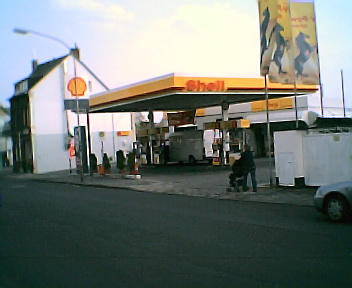
Tankstation van Shell in Duitsland

Een tankstation, benzinestation of pompstation is een plaats waar bestuurders van gemotoriseerde voertuigen hun brandstof bij kunnen vullen. Bijna alle tankstations beschikken over benzines, zoals euro 95 of 98 en diesel. Op veel plaatsen kan lpg getankt worden. Sinds circa 2005 zijn er tankstations voor aardgas, biogas, hcng, waterstofgas en biobrandstof in opkomst. Elektrische voertuigen kunnen via een oplaadpunt opgeladen worden.
Van oudsher zorgde een pompbediende voor het vullen van de tank, zodat de automobilist zelfs niet zijn auto uit hoefde. De meeste tankstations in bijvoorbeeld Nederland en België werken met zelfbediening, dus zonder pompbediende, waarbij de klant zelf zijn brandstof tankt en vooraf aan een betaalautomaat of achteraf in het winkeltje aan de kassa afrekent.
Meestal vindt men bij de benzinepomp een emmer zeepsop om de ruiten schoon te maken en een luchtpomp voor de banden. Toen er nog een pompbediende was, maakte hij, terwijl de tank gevuld werd, de ruiten schoon, wat een fooi kon opleveren.
Veel tankstations zijn voorzien van winkels waar men autobenodigdheden, rookwaar, speelgoed, snoep en dranken en andere dingen voor onderweg kan kopen. Deze winkeltjes hebben zich in veel gevallen ontwikkeld tot mini-supermarkten, met in het assortiment opwarmmaaltijden en ander voedsel, salades, dranken en buiten Nederland zelfs alcoholische drank. Via een systeem van zegels of punten kan men bij de aankoop van brandstof sparen voor cadeaus. Tankstations behalen een significant deel van hun omzet uit deze winkels, die over het algemeen weliswaar prijziger maar wel ruime openingstijden hebben. Ook zijn er op tankstations toiletten, zodat mensen onderweg naar de WC kunnen gaan. 
Vanaf circa 2000 is het onbemande tankstation in opkomst, waar de klant met een pinpas, bankkaart of kredietkaart kan betalen. Doordat de exploitant niet hoeft te investeren in een winkel en personeel, is de brandstof bij deze stations doorgaans goedkoper. Bij onbemande stations is geen lpg verkrijgbaar. 
Zakelijke rijders kunnen hun aankopen betalen met een zogenoemde tankkaart of tankpas, vaak voor rekening van de werkgever. Die krijgt dan periodiek een factuur met een gedetailleerd overzicht van de tankbeurten van alle tankkaarten binnen de onderneming. Bij het tanken voert de gebruiker een kilometerstand in, waarmee men het verbruik per auto kan opvolgen.
Om overvallen en tankpiraterij (tanken en vervolgens wegrijden zonder te betalen) te voorkomen, zijn de meeste tankstations uitgerust met camerabewaking. 
In Nederland bezitten de grote oliemaatschappijen (met als marktleider Shell) het merendeel van de tankstations. Daarnaast zijn er tankstations die merkloze (goedkope) brandstof leveren; zo'n tankstation noemt men een witte pomp.
Tankstations langs doorgaande auto(snel)wegen zijn doorgaans gesitueerd op een verzorgingsplaats. In dit geval is het tankstation soms gecombineerd met een restaurant, een (betaald) toilet, of een motel.

## Geschiedenis

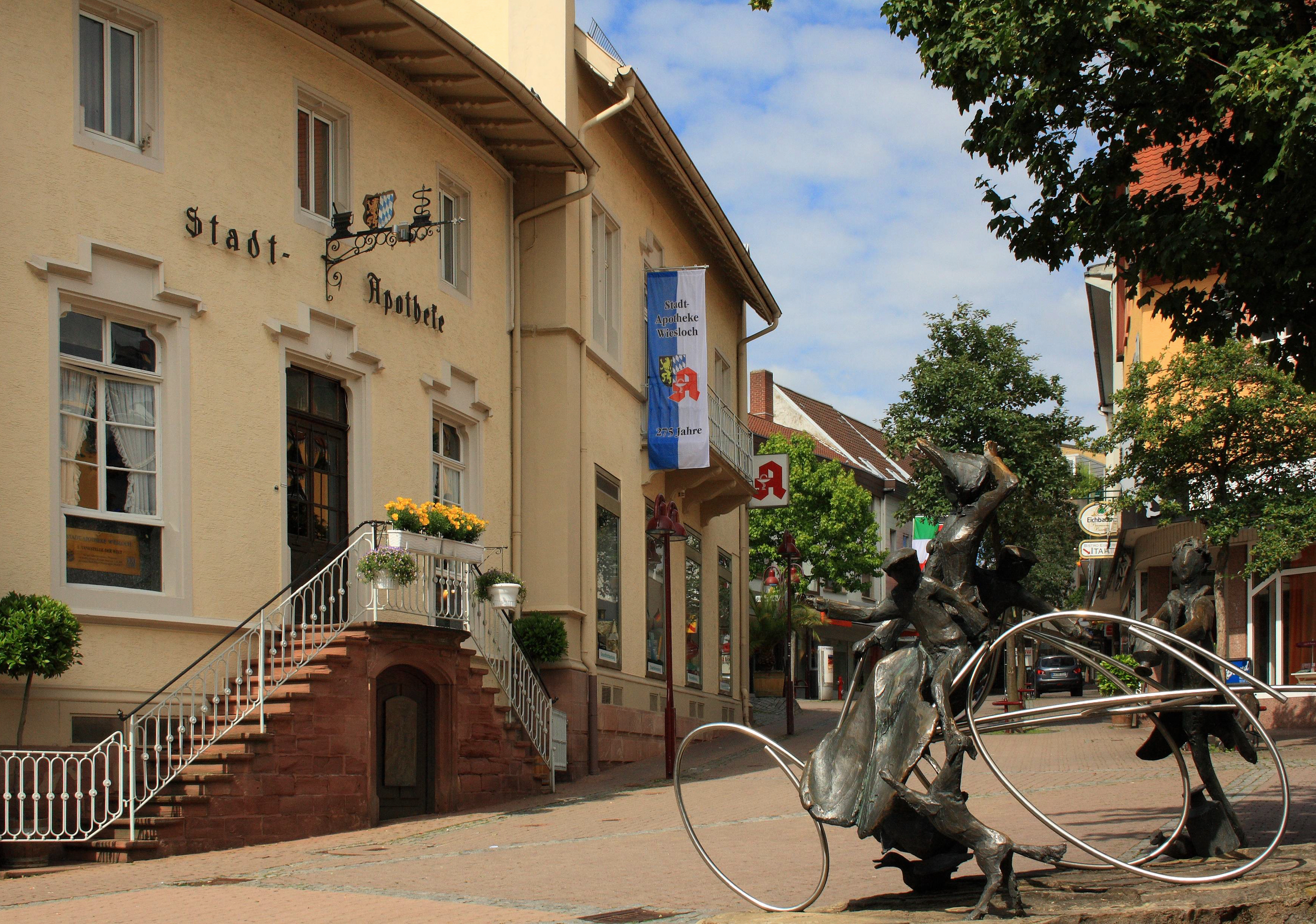
De stadsapotheek in Wiesloch, het eerste "tankstation" ter wereld

Het eerste tankstation ter wereld avant la lettre bevond zich in Wiesloch. Bertha Benz de echtgenote van Carl Benz, de uitvinder van de auto, kwam op 5 augustus 1888 zonder brandstof te zitten tijdens een tochtje met een van Benz' prototypes, de Benz Patent-Motorwagen Nr.3. 
Ze wilde haar moeder een bezoekje brengen en moest daarvoor van Mannheim naar Pforzheim rijden (een afstand van een honderdtal kilometers). In die tijd waren er nog geen tankstations, maar bij apothekers kon men ligroïne (wasbenzine, product om vlekken te verwijderen) kopen, die als brandstof gebruikt kon worden. 
Bertha bezocht de stadsapotheek van Wiesloch en kocht de hele ligroïnevoorraad op. Daar moest ze lang op aandringen, want de apotheker Willi Ockel was helemaal niet enthousiast over dat "duivelse voertuig" voor zijn deur. Dit uitstapje ging tevens de geschiedenis in als de eerste langeafstandsrit met een automobiel. 

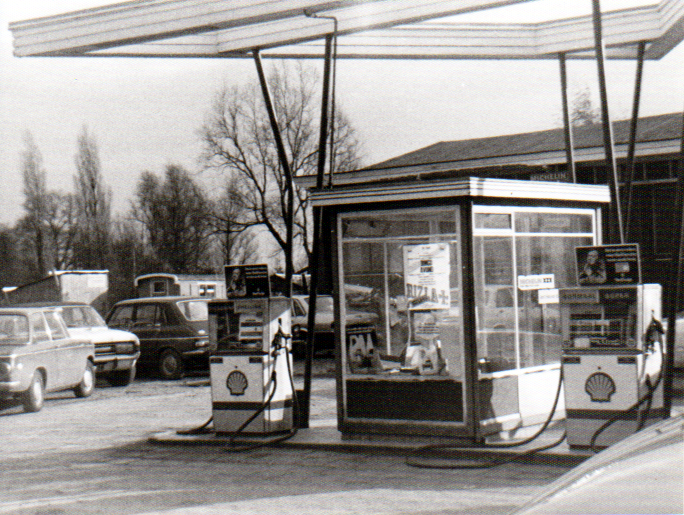
Shell tankstation in de jaren 70

In feite was het aanvankelijk nog niet een uitgemaakte zaak dat auto's op benzine zouden rijden. Toen dat wél gebeurde, en het aantal auto's toenam, richtten bepaalde bedrijven (drogisten, fietsenmakers) depots in, waar men benzine in blikken kon kopen. Na 4 en 6 literblikken werden dit uiteindelijk 10 literblikken. Drie grote bedrijven: Standard Oil, Shell, en Continental Petroleum Company (Texaco, Caltex) wierpen zich na ongeveer 1905 op de verkoop van benzine in de lage landen. 
Zij beschikten reeds over depots langs belangrijke spoor- en waterwegen, voor zwaardere oliën. Benzineopslag geschiedde daar in bovengrondse tanks met een inhoud van 50.000 liter. Er was een vulinstallatie waar de beheerder de blikken mee afvulde en verzegelde. Op de blikken zat statiegeld. Het aantal benzinedepots nam van 1905 tot 1915 snel toe. De Nederlandse ANWB erkende zogenaamde bonds-benzinedepots. In 1905 waren dat er 91.
Daar benzinedamp explosiegevaarlijk was, moest de totstandkoming van een lucht/benzinemengsel in de opslagruimte worden vermeden. Aldus ging men over op ondergrondse opslag. Een volgende stap was de handpomp, aanvankelijk van gietijzer en eventueel voorzien van een elektrisch verlicht merk. Hiermee kon men de benzine in principe rechtstreeks in de tank van de auto pompen. 
Probleem was hierbij de bemetering. Klanten vertrouwden de zaak aanvankelijk niet. De visible pump was daarop het antwoord. Aan de pomp werden twee zichtbare reservoirs van 5 liter elk toegevoegd. Het ene werd volgepompt, terwijl het andere in de tank werd geleegd. De klant kon nu de benzine zien en de maatschappijen gaven toen de benzine een kleurtje, teneinde de klantenbinding te bevorderen. Bij dit systeem moest de klant vooraf aangeven hoe veel benzine hij wilde, een veelvoud van 5 liter. In de jaren 30 van de 20e eeuw werd overgeschakeld op elektrische pompen. Deze bezaten een kijkglaasje met rotor, en een telwerk.
Straatpompen waren benzinepompen die aan de verkeersweg werden geplaatst. Het eerste speciaal voor dit doel gebouwde tankstation werd in de Verenigde Staten in 1905 in Saint Louis (Missouri) gebouwd. Nederland volgde 15 jaar later, met een Shellpomp bij Hotel "Pabst" te Doorn. In 1922 werd in België de eerste straatpomp van Standard Oil geïntroduceerd. In Nederland voorzagen de Rijkswegenplannen ook in de bouw van tankstations langs de te bouwen wegen. Deze werden voornamelijk door de grote oliemaatschappijen ingericht.
Na de Tweede Wereldoorlog nam het aantal snelwegen toe en werden er tankstations gebouwd langs de snelwegen. In 1948 werd het eerste daarvan geopend: een station van Purfina. Naast deze maatschappij waren het Shell, Esso, Caltex en BP die toen de helft van de markt in handen kregen.
In Amerika vond reeds in 1947 de opening van het eerste zelfbedieningstankstation plaats. In Nederland werden uiteindelijk stations opgericht die 24 uur per etmaal geopend waren. In 1962 werd aldaar het eerste experimentele zelfbedieningspompstation geopend. Pas in 1968 werd deze vorm van distributie operationeel. Tijdens de jaren 90 van de 20e eeuw werd ook het elektronisch betaalverkeer ingevoerd bij de tankstations.  

### Tankstations voor niet-brandstoffen

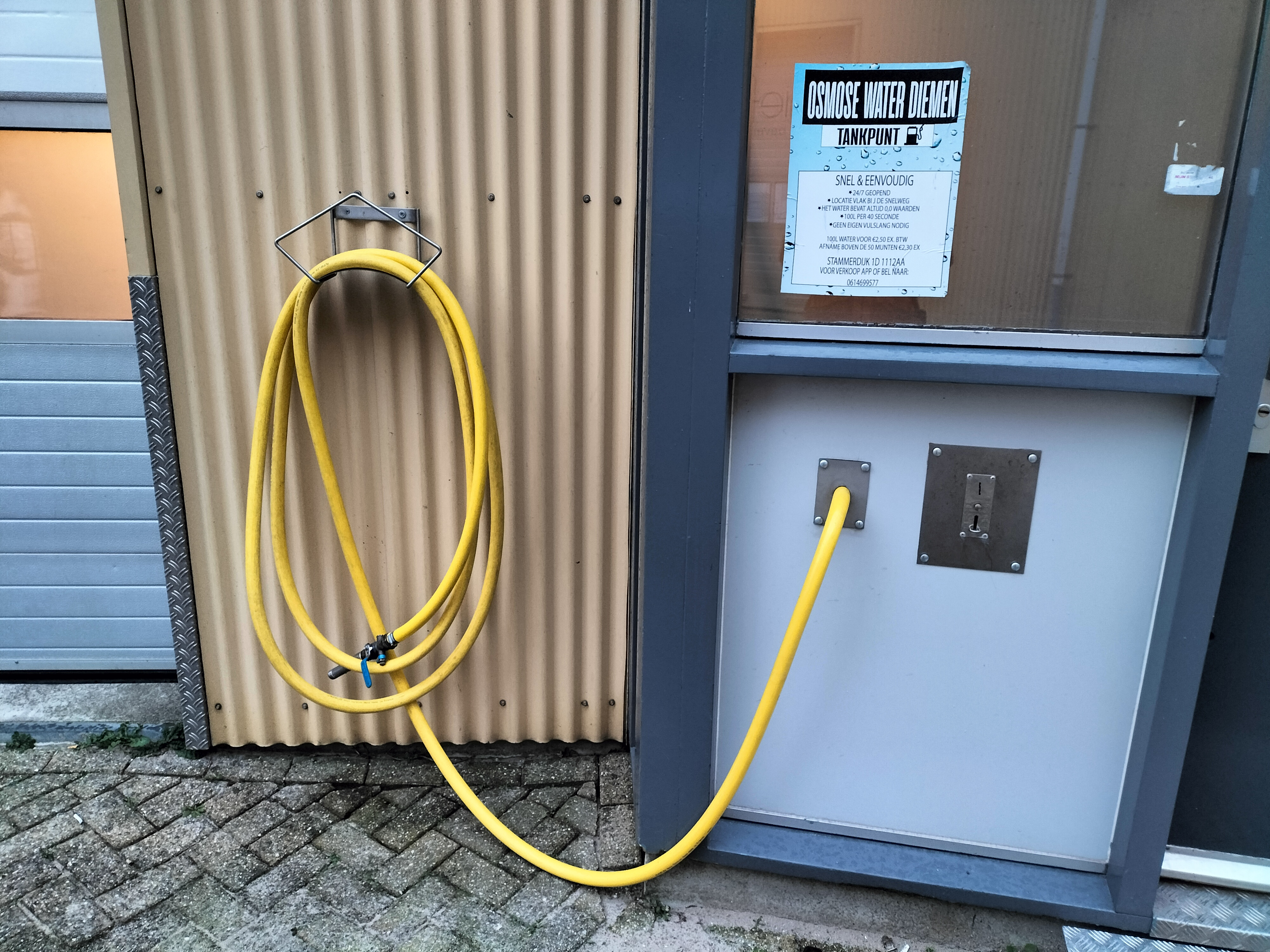
Tankstation voor "osmosewater" voor glasbewassing

Naast stations waar brandstoffen worden verkocht, zijn er ook tankstations voor andere stoffen dan brandstoffen, zoals drinkwater (voor caravans, schepen etc), perslucht (voor banden of allerhande andere redenen), gedemineraliseerd water voor glasbewassing, etcetera.  
Agip (Eni) · Aral · Argos Oil · AVIA · BP · Esso · Gulf Oil · IQ-Diskont · JET · LUKoil · MOL · OCTA+ · OK Nederland · OMV · Orlen · Preem · Q8 · Repsol · Shell · Statoil · Tamoil · Texaco · Total

Onbemande tankstations in België en Nederland: AVIA Xpress · amiGo · DATS 24 · Esso Express · Firezone · OK Express · Q8 Easy · Shell Express · Tamoil Express · Tango · Tinq · Total Express